# Fernand Fox

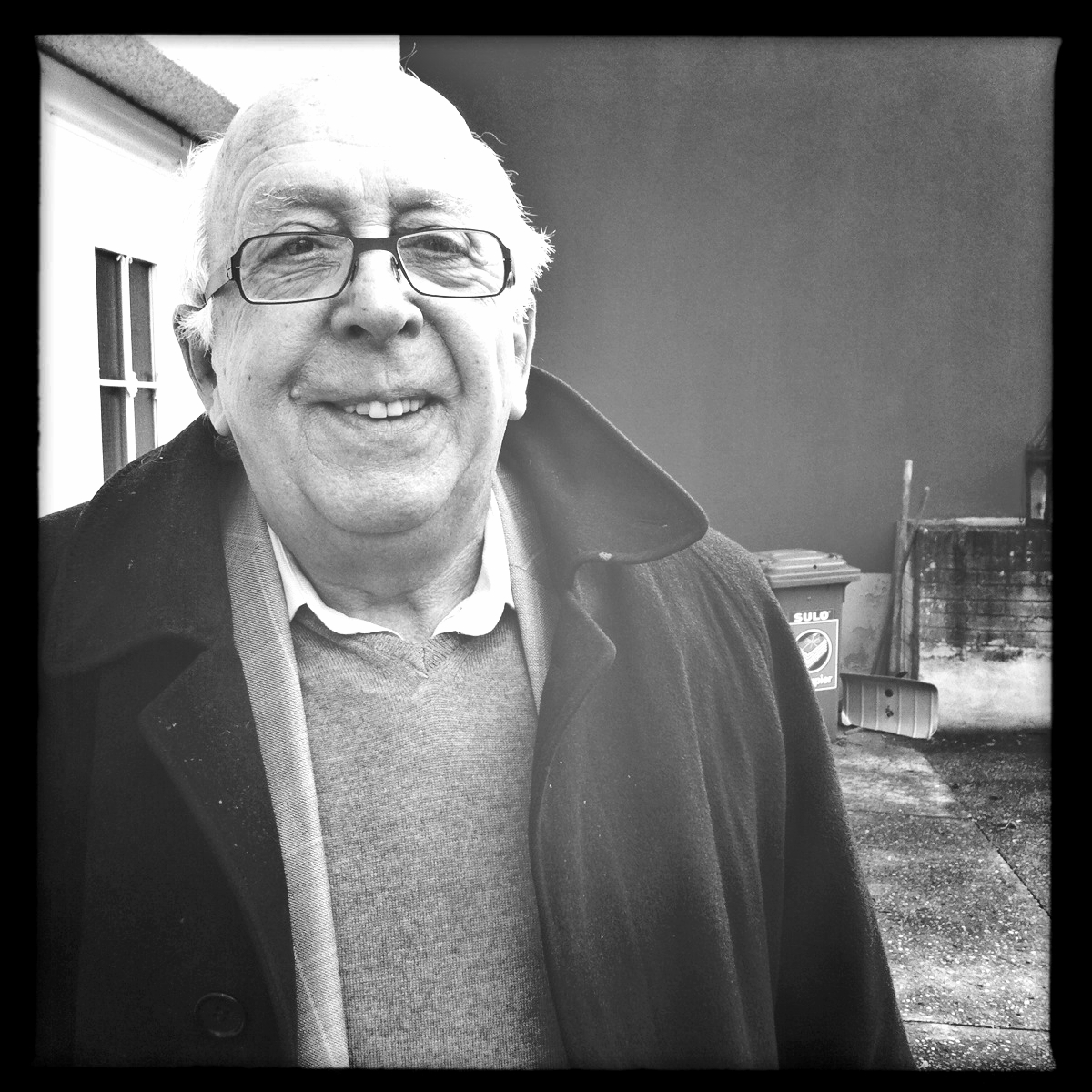
Fernand Fox im Januar 2011 (Foto: François Besch)

Fernand Fox (* 26. Januar 1934 in Bollendorferbrück; † 23. September 2024) war ein luxemburgischer Schauspieler.

## Leben
Er wurde am 26. Januar 1934 in Bollendorferbrück geboren und entstammt einer deutsch-luxemburgischen Familie. Seine Mutter Margreth Schmit war Deutsche, sein Vater Alfred Fox Luxemburger. Während des Krieges besuchte er die Schule in Bollendorf und soll stets betont haben, dass er als einziger Luxemburger die Gelegenheit gehabt habe, Adolf Hitler zu sehen als dieser einen Besuch am Westwall wahrnahm, bei dem die Schulkinder aus Bollendorf mit Fähnchen anwesend waren. Nach der Schule musste er zur Armee. Fox arbeitete als Buchhalter bei der Banque internationale à Luxembourg und bei ARBED bis 1981. In den 1980er Jahren eröffnete er ein Café namens Theaterstuff gegenüber dem heutigen Grand Théâtre.
Fox war in Bollendorf in der Karnevalsgesellschaft KG UHU Bollendorf e. V. und amüsierte die Dorfbewohner als Büttenredner.

## Karrie
Anlässlich ihres hundertsten Gründungsjubiläums hatte die Banque internationale à Luxembourg im Jahr 1956 eine Revue im Casino in Luxemburg-Stadt aufgeführt, bei der Angestellte, darunter Fernand Fox, auf der Bühne standen. Dabei wurde er von Eugène Heinen entdeckt. Heinen, der Gründer der Le Compagnons de la Scène, hegte das starke Bedürfnis, den jungen Fox in seiner Truppe willkommen zu heißen. Er unterrichtete ihn zunächst in Form von Privatstunden in seinem Zuhause und später am städtischen Konservatorium in Diktionskursen. Zudem wurde ihm eine erste Rolle in De Schéifermisch anvertraut, einem Stück von Norbert Weber.
Das Fernsehen entdeckte Fernand Fox durch das Fernsehprogramm Hei Elei Kuckelei, das sonntags auf RTL ausgestrahlt wurde. In dieser Sendung spielte er regelmäßig Sketche vor der Kamera. In diesem Zeitraum verließ er zudem die von Eugène Heinen geleitete Truppe und schloss sich dem von Kasemattentheater, das 1966 von Tun Deutsch gegründet worden war, an. Dort stieß er auf ein gänzlich neues Genre des Theaters, das er als intellektuelles Theater bezeichnete. Mit Die Emigranten des polnischen Autors Sławomir Mrożek hatten Deutsch und Fox auch in Paris einen großen Erfolg. Fox war über einen Zeitraum von 30 Jahren als Schauspieler am Kasemattentheater tätig, aber auch am Théâtre du Centaure und am TOL sowie am Kapuzinertheater von Marc Olinger.  
In den beiden vom Regie-Trio Menn Bodson, Marc Olinger und Gast Rollinger gedrehten Filmen fand er zum Fernsehfilm (Déi zwéi vum Bierg, E Fall fir sech) sowie zum Kinofilm. Fox arbeitete ab 1989 mit Andy Bausch. Sie haben zum ersten Mal zusammen gearbeitet, als sie A Wopbopaloobop A Lopbamboom gedreht haben. Sie haben sieben Filme gemeinsam gedreht. Fox wurde natürlich durch seine langjährige Bühnen- und Fernsehpräsenz berühmt. Er spielte auch in TV-Spots zu sehen, beispielsweise in den gemeinsam mit Marc Olinger gedrehten Werbespots für die LALUX.
Dass er bei den Luxemburgern oftmals auf diese komödiantischen Rollen reduziert wurde, wurmte ihn allerdings.

## Filmografie
- 1978: Das Puppenspiel
- 1984: E Fall fir sech
- 1985: Déi zwéi vum Bierg
- 1989: De falschen hond
- 1989: A Wopbobaloobop a Lopbamboom
- 1991: Ex und hopp – Ein böses Spiel um Liebe, Geld und Bier
- 1992: E Liewe laang
- 1993: Three Shake-a-Leg Steps to Heaven
- 2003: Le club des chômeurs
- 2004: La revanche
- 2006: Deepfrozen
- 2009: Pido perdòn (Kurzfilm)
- 2009: Lingo Vino (Kurzfilm)
- 2010: Daisies (Kurzfilm)
- 2011: L'orchidée (Kurzfilm)
- 2017: Alte Jungs

## Auszeichnungen
- 2010: Gewonnen beim 61. Montecatini International Short Film Festival als besten Schauspieler

- 2018: Nominierte beim Luxemburger Film Preis als Bester Schauspieler
- 2019:  Kommandeur des Verdienstorden des Großherzogtums Luxemburg